# La Providencia, Villa Victoria
La Providencia är en ort i Mexiko.   Den ligger i kommunen Villa Victoria och delstaten Mexiko, i den sydöstra delen av landet, 90 km väster om huvudstaden Mexico City. La Providencia ligger 2 573 meter över havet och antalet invånare är 335.
Terrängen runt La Providencia är kuperad österut, men västerut är den platt. Runt La Providencia är det ganska tätbefolkat, med 166 invånare per kvadratkilometer. Närmaste större samhälle är Amanalco de Becerra, 19,2 km söder om La Providencia. Trakten runt La Providencia består till största delen av jordbruksmark.